# Communication sécurisée
Une communication sécurisée se déroule quand des entités communiquent sans que des parties tierces puissent intercepter l'échange. Pour cela, ils doivent communiquer dans un environnement où l'information ne peut être comprise et/ou interceptée,.
Pour les télécommunications, on privilégie surtout le fait de ne pas pouvoir être compris en utilisant des algorithmes de chiffrement de l'information. Ainsi, même si l'on peut intercepter les signaux de l'échange on ne peut comprendre ce qui est dit - ni voir à qui le message est adressé (quand les méta-données sont également chiffrées).
Au contraire, dans le cas d'échange en face-à-face, on privilégie le fait que l'environnement ne permette pas l'interception de l'échange. On chiffre rarement la parole et on cherche plutôt à déterminer s'il existe dans notre environnement des moyens d'écoute (mouchards, téléphone, oreilles indiscrètes, etc.).